# Región del Extremo Norte
La región del Extremo Norte (en francés région de l'Extrême-Nord) es una de las diez regiones de la República de Camerún, cuya capital es la ciudad de Maroua.

## Geografía
La región se encuentra en el norte del país y limita al norte, el este y el sudeste con Chad, en el suroeste de la región del Norte, y posee fronteras internacionales con la República Federal de Nigeria. La zona norte corresponde a la cuenca del lago Chad, compartida en conjunto con Chad, Níger y Nigeria.
En esta se desarrollan pequeñas y medianos centros de producción, esta producción es de subsistencia.

## Departamentos
Esta región camerunesa posee una subdivisión interna compuesta por seis departamentos, a saber: 
1. Diamaré
2. Mayo-Kani
3. Logone-et-Chari
4. Mayo-Danay
5. Mayo-Sava
6. Mayo-Tsanaga

## Territorio y población
La región de Extremo Norte es poseedora de una superficie de 34.246 kilómetros cuadrados. Dentro de la misma reside una población compuesta por unas 3.002.797 personas (cifras del censo del año 2005). La densidad poblacional dentro de esta provincia es de 88 habitantes por kilómetro cuadrado.
- Datos: Q823976
- Multimedia: Far North Region (Cameroon) / Q823976